# Helmut Greim
Helmut Greim (* 9. Mai 1935 in Berlin) ist ein deutscher Toxikologe und Hochschullehrer. Lange Jahre war er zudem Direktor des Instituts für Toxikologie des damaligen GSF-Forschungszentrums für Umwelt und Gesundheit in Neuherberg (des jetzigen Helmholtz-Zentrums München).

## Leben
Greim studierte nach dem Abitur am Ostsee-Gymnasium Timmendorfer Strand von 1955 bis 1963 Medizin an der Albert-Ludwigs-Universität Freiburg und wurde Mitglied des Corps Palatia-Guestphalia. Als Inaktiver wechselte er an die Freie Universität Berlin. Nach dem Staatsexamen (1961) und der zweijährigen Medizinalassistentenzeit war er von 1963 bis 1964 wissenschaftlicher Mitarbeiter am Institut für Pharmakologie der Freien Universität Berlin. Anschließend ging er an die Eberhard-Karls-Universität Tübingen. Dort war er von 1964 bis 1970 wissenschaftlicher Assistent am Institut für Toxikologie, an dem er sich 1970 für Pharmakologie und Toxikologie habilitierte. Von 1970 bis 1973 war er Visiting Associate Research Professor of Pathology an der Mount Sinai School of Medicine in New York City sowie Visiting Fellow in Pharmacology an der Yale University in New Haven (Connecticut).
1973 wurde er Universitätsdozent an der Fakultät für Toxikologie der Universität Tübingen. Von 1975 bis zu seiner Pensionierung im Jahr 2000 war er Direktor des Instituts für Toxikologie am GSF-Forschungszentrum für Umwelt und Gesundheit in Neuherberg, München. Ab 1983 war er zugleich Lehrstuhlinhaber für Toxikologie an der Technischen Universität München und von 1987 bis 2002 Direktor des Instituts für Toxikologie und Umwelthygiene der Technischen Universität München.
Von 1992 bis 2007 war er Vorsitzender der Ständigen Senatskommission zur Prüfung gesundheitsschädlicher Arbeitsstoffe (MAK-Kommission) der Deutschen Forschungsgemeinschaft, die maximale Konzentrationen für Chemikalien am Arbeitsplatz festlegte.
Greim ist verheiratet und hat drei Kinder.

## Kritik
Greim steht in der Kritik, als Gutachter und Sachverständiger zu den Gefahren von u. a. Dioxinen, PCB, Stickoxiden und Glyphosat nicht unabhängig zu sein, sondern fragwürdige Positionen zum Vorteil der Industrie zu vertreten und seit Jahrzehnten die Politik in diesem Sinn zu beeinflussen. Der ehemalige Staatsanwalt Erich Schöndorf bezeichnete Greim in einem Beitrag der Fernsehsendung Monitor als „Falschgutachter“, der „mit objektiver Wissenschaftlichkeit nichts im Sinn“ hat.
In derselben Sendung wurde Greim auch vorgeworfen, seine finanziellen Verbandelungen mit der Auto- und Chemieindustrie nicht korrekt offengelegt zu haben. Eine Studie über Glyphosat, die Greim zusammen mit dem Monsanto-Wissenschaftler David Saltmiras schrieb, wurde von Monsanto mitfinanziert. In einem Interview mit dem MDR aus dem März 2017 hat Helmut Greim Fragen zu diesem Thema beantwortet und dabei den Vorwurf bestritten, er würde „Fake-“ und „Junk-Science“ betreiben.
Bereits im Holzschutzmittelskandal in den 1980er Jahren war Greim als Gutachter tätig, der die heute nachgewiesenen Gesundheitsgefahren von u. a. PCB und Lindan völlig verharmloste. Er ignorierte Gesundheitsschäden, die dem Hersteller gemeldet wurden, und tat sie als Hysterie und als Folge der medialen Verängstigung ab.
Greim war Vorsitzender des wissenschaftlichen Beirates der Europäischen Forschungsvereinigung für Umwelt und Gesundheit im Transportsektor (EUGT), einer von 2007 bis 2017 bestehenden, von Volkswagen, Daimler, BMW und Bosch gegründeten Organisation, die offiziell das Ziel hatte, die Gesundheitsauswirkungen von Schadstoffen zu untersuchen, laut Süddeutscher Zeitung jedoch bisweilen „wie ein Lobbyverband für Dieselautos“ handelte. In dieser Funktion sagte er im Rahmen der Abgasaffäre vor dem Bundestag aus, es sei unmöglich, eine direkte Verbindung zwischen Stickstoffdioxidemissionen und Lungenschäden herzustellen. In einem Interview äußerte er die Meinung, die Angst vor Stickstoffdioxid sei „völlig übertrieben“. Im Januar 2018 wurde bekannt, dass er als Vorsitzender des wissenschaftlichen Beirats der EUGT im Jahr 2014 eine von Volkswagen, BMW und Daimler (Bosch schied 2013 aus dem EUGT aus) finanzierte Studie mitverantwortete, bei der Affen in luftdicht verschlossenen Kammern über mehrere Stunden Dieselabgase einatmen mussten.
Eine weitere vom EUGT mitfinanzierte Studie befasste sich bei menschlichen Probanden mit möglichen gesundheitlichen Kurzzeitfolgen durch Stickoxidbelastungen bereits unterhalb des früheren NOx-Grenzwertes für Innenraumluft an Arbeitsstätten.
Als Reaktion auf Greims Verwicklung in die beiden Experimente gab das Bundesumweltministerium im Februar 2018 bekannt, dass geprüft werde, wie man sich zukünftig zu Greims Auszeichnung mit dem Bundesverdienstkreuz positionieren wolle. Die Bundestagsfraktion der Grünen fordert eine Aberkennung der Auszeichnung und nennt Greims frühere Tätigkeit als Sachverständiger für den Bundestag ein „Unding“. Eine Aberkennung wurde jedoch verworfen.

## Mitgliedschaften in Gremien
- 1982–1985 Vorsitzender der Sektion Toxikologie der Deutschen Gesellschaft für Pharmakologie und Toxikologie
- 1982–1990 Mitglied des Sachverständigenrats für Umweltfragen
- 1983–1998 Vizepräsident des Beratungsgremiums für umweltrelevante Altstoffe (BUA) der Gesellschaft Deutscher Chemiker
- 1991–1993 Vorsitzender der Deutschen Gesellschaft für experimentelle und klinische Pharmakologie und Toxikologie e. V. (DGPT)
- 1992–2007 Vorsitzender der MAK-Kommission der Deutschen Forschungsgemeinschaft (Maximale Arbeitsplatzkonzentrationen für Stoffe am Arbeitsplatz), danach bis 2017 Wissenschaftliches Mitglied der Kommission
- 1992–1994 Mitglied der Enquete-Kommission Schutz des Menschen und der Umwelt des Deutschen Bundestages
- 1993–2017 Mitglied des Scientific Committee on Occupational Exposure Limits (SCOEL) der Europäischen Kommission (Member 1993–2015, Invited Expert 2015–2017)
- 1996–2011 Mitglied des Research Expert Panel, The Research Institute for Fragrance Materials (RIFM), Hackensack, New Jersey (Vorsitzender von 1998 bis 2002)
- 1997–2004 Stellvertretender Vorsitzender des Scientific Committee on Toxicology, Ecotoxicology and the Environment (CSTEE), Generaldirektion Gesundheit der Europäischen Kommission
- 1998–2007 Präsident des Beratergremiums für umweltrelevante Altstoffe (BUA) der Gesellschaft Deutscher Chemiker
- 1998–2008 Health and Environmental Safety Institute (HESI) des International Life Science Institute (ILSI), Washington DC, von 2001 bis 2002 Vorsitzender des Board of Trustees
- 2000–2008 Mitglied des Research Committee, Health Effects Institute (HEI), Boston
- seit 2001 Mitglied des Scientific Committee of the European Centre for Ecotoxicology and Toxicology of Chemicals (ECETOC), Brüssel
- 2004–2012 Vorsitzender des Scientific Committee on Health and Environmental Risks (SCHER), Generaldirektion Gesundheit der Europäischen Kommission
- 2007–2017: Leiter des Forschungsbeirats der Europäischen Forschungsvereinigung für Umwelt und Gesundheit im Transportsektor e. V. (EUGT)
- 2008–2013 Risk Assessment Committee der Europäischen Chemikalienagentur (ECHA), Helsinki

## Ehrungen
- Arnold J. Lehmann Award, Society of Toxicology, USA (1998)
- Herbert E. Stockinger Award, American Conference of Governmental Industrial Hygienists (2001)
- Bundesverdienstkreuz 1. Klasse (2001)
- Bayerischer Verdienstorden (2005)
- Ehrenmitglied der Deutschen Gesellschaft für Toxikologie (2008)
- Großes Bundesverdienstkreuz (2008)
- Großes Bundesverdienstkreuz mit Stern (2015)[16]

## Veröffentlichungen (Auswahl)
- H. Greim (Hrsg.): Das Toxikologiebuch, Wiley-VCH-Verlag. Weinheim 2017, ISBN 978-3-527-33973-0.
- A. Aigner, R. Buesen, T. Gant, N. Gooderham, H. Greim, J. Hackermüller, B. Hubesch, M. Laffont, E. Marczylo, G. Meister, J. S. Petrick, R. J. Rasoulpour, U. G. Sauer, K. Schmidt, H. Seitz, F. Slack, T. Sukata, S. M. van der Vies, J. Verhaert, K. W. Witwer, A. Poole: Advancing the use of noncoding RNA in regulatory toxicology: Report of an ECETOC workshop. In: Regul Toxicol Pharmacol. 371, 2016, S. 12–16. doi:10.1016/j.tox.2016.09.005
- G. M. Williams, M. Aardema, J. Acquavella, S. C. Berry, D. Brusick, M. N. M. Burns, J. L. de Camargo, D. Garabrant, H. A. Greim, L. D. Kier, D. J. Kirkland, G. Marsh, K. R. Solomon, T. Sorahan, A. Roberts, D. L. Weed: A review of the carcinogenic potential of glyphosate by four independent expert panels and comparison to the IARC assessment. In: Crit Rev Toxicol. 46, 2016, S. 3–20. doi:10.1080/10408444.2016.1214677
- G. M. Williams, C. Berry, M. Burns, J. L. de Camargo, H. Greim: Glyphosate rodent carcinogenicity bioassay expert panel review. In: Crit Rev Toxicol. 46, 2016, S. 44–55. doi:10.1080/10408444.2016.1214679
- R. Solecki, A. Kortenkamp, A. Bergmann, I. Chahoud, G. H. Degen, D. Dietrich, H. Greim, H. Hakansson, U. Hass, T. Husoy, M. Jacobs, S. Jobling, A. Mantovani, P. Marx-Stoelting, A. Piersma, V. Ritz, R. Slama, R. Stahlmann, M. van den Berg, T. R. Zoeller, A. R. Boobis: Scientific principles for the identification of endocrine-disrupting chemicals: a consensus statement. In: Arch Toxicol. 91, 2017, S. 1001–1006, doi:10.1007/s00204-016-1866-9
- H. Greim, R. J. Albertini: Cellular response to the genotoxic insult: the question of threshold for genotoxic carcinogens. In: Toxicol Res. 4, 2015, S. 36–45. doi:10.1039/C4TX00078A
- H. Greim, D. Saltmiras, V. Mostert, Ch Strupp: Evaluation of carcinogenic potential of the herbicide glyphosate, drawing on tumor incidence data from fourteen chronic/carcinogenicity rodent studies. In: Crit Rev Toxicol. 45(3), 2015, S. 185–208. doi:10.3109/10408444.2014.1003423
- P. Harrison, P. Holmes, R. Bevan, K. Kamps, L. Levy, H. Greim: Regulatory risk assessment approaches for synthetic mineral fibres. In: Reg Tox and Pharmacol. 73, 2015, S. 425–441. doi:10.1016/j.yrtph.2015.07.029
- Essential MAK value documentations / DFG, Deutsche Forschungsgemeinschaft. (= The MAK collection for occupational health and safety). Wiley-VCH-Verlag, Weinheim 2006, ISBN 3-527-31394-X.
- mit Erhard Deml (Hrsg.): Toxikologie – eine Einführung für Naturwissenschaftler und Mediziner. VCH-Verlag, Weinheim / New York u. a. 1996, ISBN 3-527-28483-4.
- Toxikologie – Denkschrift. Wiley-VCH, Weinheim 2000, ISBN 3-527-27214-3.
- Chemicals with endocrine-disruptin potential – a threat to human health? In: Angewandte Chemie. 44, 2005, S. 5568–5574.